# Арвякрязь
Арвякрязь (Арвяк-Рязь; баш. Әрүәк-Рәз) — гора на Южном Урале, в Белорецком районе республики Башкортостан. Высочайшая вершина хребта Уралтау (1068 м). Расположена в 20 км к югу от Белорецка. Имеет статус регионального памятника природы.

## Название
Название Арвякрязь (Арвяк-Рязь) было дано горе по распространённому принципу — по названиям двух рек, берущих около неё начало: Арвяк и Рязь (левые притоки реки Белая). Башкиры также называют эту гору Ряз (баш. Рәз) или Ряз-Таш (баш. Рәз-Таш) — в переводе «Рязский Камень». Также в старых книгах встречаются названия Арвяк и Рязьташ.

## Описание
Гора Арвякрязь расположена в северной части хребта Уралтау в 20 км к югу от Белорецка и в 4,5 км на юго-востоку от села Рысакаево. Сложена породами верхнего рифея: мазаринской свиты (мусковит‑хлорит‑кварцевые сланцы) и арвякской свиты (кварциты, гравелиты, конгломераты, мусковит‑хлорит‑кварцевые сланцы). Геологический разрез на горе Арвякрязь является стратотипом арвякской свиты.
Гора конической формы резко возывшается над окружающей местностью. Крутизна склонов около вершины достигает 30-35°. В западной части горы склоны скалистые с глубокими узкими ущельями, в восточной — пологие. У подножья — разнотравные переувлажнённые луга, в верхних частях склонов — преимущественно светлохвойные леса. Произрастают редкие и исчезающие виды растений: плаун баранец, пырей отогнутоостый, минуарция Гельма, шиверекия северная (подольская), козелец голый, ветреница пермская, горицвет сибирский, лук-ускун и другие. На скалах гнездится сокол сапсан.
Гора Арвякрязь хорошо видна из Белорецка и является украшением городского пейзажа. Арвякрязь — популярное место отдыха жителей Белорецка и приезжих туристов.